# Санто Стефано II
Санто Стефано II је насеље у Италији у округу Ровиго, региону Венето.
Према процени из 2011. године у насељу је живело 21 становника. Насеље се налази на надморској висини од 11 m.